# Major domus
Major Domus var en titel og et embede i tidlig middelalder som hovedsagelig blev brugt i de frankiske kongedømmer i løbet af det 7. og 8. århundrede. Det kan sammenlignes med pfalzgreve, jarler fra tidlig middelalder eller rigshofmester fra sen middelalder.
Oprindeligt havde en Major Domus administreret på vegne af merovingerdynastiets konger, som selv stod for den egentlige magt og magtudøvelse i form af krigsførelse. Men i løbet af det 7. århundrede udviklede embedet sig til at have den virkelige magt i Austrasien, den nordøstlige del af frankernes kongedømme. Major Domus havde den reelle magt, mens kongen blot udfyldte en ceremoniel funktion.
Embedet blev arveligt i familien pipiderne. Efter at Austrasien og Neustria blev forenet i et kongedømme, tog Pipin den yngre, Major Domus siden 747, kronen fra merovingerne i 751 og grundlagde linjen med de karolingiske konger. Han blev dermed den sidste Major Domus. Hans søn Karl den store lod sig  i 800 krone til tysk-romersk kejser.